# I-Land
I-LAND (hangul= 아이랜드), fue un reality show de Corea del Sur transmitido del 26 de junio de 2020 hasta el 18 de septiembre de 2020 a través de Mnet. El programa fue narrado por el actor surcoreano Namkoong Min.

## Formato
El reality show sigue el proceso en profundidad de planificación y producción de un grupo de K-pop. Los competidores están conformados por raperos, bailarines, cantantes, atletas, modelos y actores que nacieron entre 1997-2006.
El programa combina las capacidades de producción de contenido de CJ ENM y los conocimientos de producción artística de la compañía HYBE, mostrando el proceso de los participantes compitiendo y trabajando entre ellos.
El 18 de septiembre de 2020 finalmente se reveló el nombre del grupo Enhypen, así como a los siete miembros que lo conformarían: Lee Hee-seung, Park Sung-hoon, Jake, Ni-ki, Yang Jung-won, Jay y Kim Sun-oo. Horas después el grupo lanzó sus plataformas SNS oficiales (YouTube, V Live, Weverse y TikTok) así como el calendario de promoción previo al debut.

## Miembros[14]

### Narrador
| Artista      | Puesto   | N.º de Episodios | Notas         |
| ------------ | -------- | ---------------- | ------------- |
| Namkoong Min | Narrador | 1-12             | [ 15 ] [ 16 ] |

### Mentores
| Artista       | Puesto                     | N.º de Episodios | Notas                                                                                                |
| ------------- | -------------------------- | ---------------- | --- |
| Bang Si-hyuk  | Mentor / Productor Musical | 1-12             | |
| Rain          | Mentor / Productor         | 1-6              | [ 17 ]                                                                                               |
| Zico          | Mentor / Productor         | 1-6              | formó parte durante el primer proceso debido a que se enlistó en el ejército el 30 de julio de 2020. |
| Pdogg         | Director de Música         | 1-12             | |
| Son Sung-deuk | Director de Performance    | 1-12             | |
| Wonderkid     | Director de Música         | 1-12             | |
| DOOBU         | Director de Performance    | 1-12             | |

### Participantes[19][20][21]
| Nombre            | País / Región  | Edad | Período de entrenamiento | Notas |
| ----------------- | -------------- | ---- | ------------------------ | --- |
| Kim Sun-oo        | Corea del Sur  | 16   | 10 meses                 | - |
| Daniel            | Estados Unidos | 14   | 1 año                    | ex-aprendiz de YG Entertainment bajo el nombre de Kim Dong-kyu.                                                      |
| Park Sung-hoon    | Corea del Sur  | 17   | 2 años, 1 mes            | patinador artístico y ex-aprendiz de Big Hit Entertainment.                                                          |
| Lee Hee-seung     | Corea del Sur  | 18   | 3 años, 1 mes            | ex-aprendiz de Big Hit Entertainment.                                                                                |
| Jake              | Australia      | 17   | 9 meses                  | elegido de las audiciones globales de Big Hit Entertainment.                                                         |
| K                 | Japón          | 22   | 2 años, 8 meses          | atleta de maratón y ex-aprendiz de Big Hit Entertainment.                                                            |
| Noh Sung-chul     | Corea del Sur  | 16   | 8 meses                  | jugador de fútbol.                                                                                                   |
| Ni-ki             | Japón          | 14   | 8 meses                  | ex-bailarín de respaldo.                                                                                             |
| Lee Young-bin     | Corea del Sur  | 18   | 4 meses                  | jugador de baloncesto por siete años.                                                                                |
| Choi Se-on        | Corea del Sur  | 20   | 4 años, 10 meses         | ex-aprendiz de Yuehua Entertainment y concursante de Produce 101 como Choi Seung-hyeok.                              |
| Choi Jae-ho       | Corea del Sur  | 19   | 1 año, 5 meses           | ex-aprendiz de N.CH Entertainment y concursante de To Be World Klass.                                                |
| Kim Yoon-won      | Corea del Sur  | 15   | 1 año, 1 mes             | miembro del equipo de baile de K-Pop "Matchpoint Crew", parte de "The J Production".                                 |
| Kim Tae-yong      | Corea del Sur  | 15   | 1 año, 2 meses           | actor infantil desde hace ocho años.                                                                                 |
| Nicholas          | Taiwán         | 17   | 8 meses                  | practicante de B-boy y ex-aprendiz de Big Hit Entertainment.                                                         |
| Jung Jae-beom     | Corea del Sur  | 19   | 6 meses                  | - |
| Chu Ji-min        | Corea del Sur  | 18   | 11 meses                 | miembro de una banda.                                                                                                |
| Ta-ki             | Japón          | 14   | 10 meses                 | ex-aprendiz de Big Hit Entertainment.                                                                                |
| EJ (Byun Eui-joo) | Corea del Sur  | 17   | 1 año, 6 meses           | esgrimista y ex-aprendiz de Big Hit Entertainment.                                                                   |
| Yang Jung-won     | Corea del Sur  | 16   | 3 años, 3 meses          | competidor de taekwondo durante cuatro años, ex-aprendiz de SM Entertainment y ex-aprendiz de Big Hit Entertainment. |
| Lee Geon-u        | Corea del Sur  | 19   | 1 año, 4 meses           | - |
| Jay               | Estados Unidos | 17   | 2 años, 11 meses         | ex-aprendiz de SM Entertainment y ex-aprendiz de Big Hit Entertainment.                                              |
| Jo Kyung-min      | Corea del Sur  | 15   | 1 año, 11 meses          | bailarín de danza contemporánea y ex-aprendiz de Big Hit Entertainment.                                              |
| Hanbin            | Vietnam        | 23   | 11 meses                 | fundador y líder del grupo de baile de K-pop "C.A.C"                                                                 |

### Apariciones especiales
| Artista       | Ocupación                       | Episodio donde apareció | Notas                                               |
| ------------- | ------------------------------- | ----------------------- | --------------------------------------------------- |
| TXT           | Grupo Musical                   | 12                      | [ 24 ]                                              |
| BTS           | Grupo Musical                   | 7, 12                   | [ 25 ] [ 26 ] [ 27 ]                                |
| The8          | Cantante / Miembro de Seventeen | 10                      | [ 28 ]                                              |
| Hoshi         | Cantante / Miembro de Seventeen | 10                      | [ 29 ]                                              |
| Dino          | Cantante / Miembro de Seventeen | 10                      |                                                     |
| Jun           | Cantante / Miembro de Seventeen | 10                      |                                                     |
| Bae Yoon-jung | Coreógrafa                      | 7                       |                                                     |
| Kwanghee      | Cantante                        | Especial                | fue uno de los presentadores del episodio especial. |
| Kim Nam-joo   | Cantante / Miembro de A Pink    | Especial                | fue una de las presentadoras del episodio especial. |
| JooE          | Cantante / Miembro de Momoland  | Especial                | fue una de las presentadoras del episodio especial. |
| Kim Sung-eun  | Entrenadora Vocal               | Especial                | fue una de las presentadoras del episodio especial. |

## Episodios
La serie estuvo conformada por doce episodios, los cuales fueron emitidos todos los viernes a las 11:00pm (KST).
Antes de iniciar la segunda parte del programa, este emitió un episodio especial y uno dividido en dos partes donde se realizó un resumen de la primera parte del programa.
El programa tomó un descanso de dos semanas a partir del 1 de agosto de 2020 para preparar a los participantes para la segunda parte del programa, regresando a sus transmisiones el 14 de agosto del mismo año.
Al finalizar el último episodio de la primera temporada del programa, se anunció que habría una nueva temporada, ahora centrándose en un grupo de chicas bajo "Belift Lab", también se anunció que pronto se realizaría una audición mundial para encontrar a las participantes, la fecha específica aún no ha sido anunciada.
El 23 de septiembre de 2020, BELIFT LAB anunció que el 25 de septiembre del mismo año a las 8:00 lanzaría un spin-off donde los 22 aprendices aparecerían durante su estancia en el campamento de entrenamiento de verano 2020.

### Sistema
Durante la introducción del segundo episodio, el sistema está basado en un sistema de puntuación de 100. En donde a cada uno de los participantes se les evalúa individualmente y se les da una puntuación de 0 a 100 puntos. Estas calificaciones, posteriormente son mostradas pero de forma anónima (es decir, que no se muestra de que individuo es cada una), luego se promedian para obtener el puntaje final del equipo. Según el resultado final, los participantes con las puntuaciones más bajas, deben mudarse a otro edificio conocido como "Ground" y los que participantes están ahí y que obtuvieron las calificaciones más altas, ocupan su lugar.
| Sistema de puntuación del equipo | Sistema de puntuación del equipo            |
| Puntaje promedio del equipo      | Número de participantes que van al "Ground" |
| -------------------------------- | ------------------------------------------- |
| 96-100                           | 0                                           |
| 91-95                            | 1                                           |
| 86-90                            | 2                                           |
| 81-85                            | 3                                           |
| 76-80                            | 4                                           |
| 71-75                            | 5                                           |
| 70 o menos                       | 6                                           |

#### Votación global
Un sistema de votación global se llevó a cabo y durante la primera parte del mismo, inició el 25 de julio de 2020 a las 00:00 (KST) y finalizó el 1 de agosto del mismo año a la misma hora. Los espectadores, pueden votar por 6 concursantes, de 23, a quienes desean ver avanzar a la segunda parte del programa. Los espectadores pueden votar una vez al día.
La segunda parte de la votación, inició el 1 de agosto de 2020 a las 00:00 (KST) y finalizó el 2 de agosto del mismo año a las 12:00 (KST). Los espectadores pueden votar por 6 concursantes, de los 16 "Grounders" (concursantes que se encuentran en el edificio conocido como "Ground"), a quienes desean verlos avanzar a la segunda parte del programa. Cada voto, equivale a 3 votos.

### Misiones
Los aprendices participaron en las siguientes misiones: 

#### Entry Test
Los participantes que llegaron en grupo o solos, deben rendir una prueba de baile, canto o rap, donde posteriormente los mismos competidores deben levantar la mano para juzgarlos de forma individual, para saber si tienen lo necesario para estar o no en "I-Land". Si no logran alcanzar la calificación, los participantes son enviados a otro edificio conocido como "Ground". Si hay más de 12 concursantes después de todas las interpretaciones, estos deben elegir a uno o más participantes para ser enviados al "Ground".

#### Theme Song
Los aprendicen comienzan a conocerse durante su primera misión oficial con el tema "Encuentro" (inglés: "Encounter"). Los concursantes de "I-Land" y los que se encuentran en el "Ground" deben interpretar el tema principal del programa "Into the I-Land", las 12 partes son distribuidas y cada uno de los aprendices debe de elegir qué parte quiere interprtar, con la aprobación de los demás. Posteriormente son evaluados individualmente por los productores y directores, y la puntuación promedio de todos ellos corresponde al número de concursantes que deben de salir de I-Land y entrar al Ground. 
Cada uno de los concursantes en el Ground presentán diariamente un video de su interpretación (ya que no tienen una presentación en el escenario), el cual es revisado por los productores y directores para determinar quién reemplazará a aquellos que no alcancen la calificación en I-Land.
Los aprendices eligen a Lee Hee-seung, como el líder y se le asigna el puesto de la parte 1 de la canción, sin embargo, luego cambia de lugar con Ni-ki. Rain fue el encargado de evaluar su desempeño dos días antes de la presentación. Finalmente los I-Landers recibieron un puntaje promedio de 59, por lo que tuvieron que elegir a 6 concursantes para ir al Ground.
     Concursantes que tuvieron que mudarse de "I-Land" al "Ground".
| Theme Song | Theme Song     | Theme Song |
| Parte      | Aprendiz       | Notas |
| ---------- | -------------- | --- |
| 1 (centro) | Ni-ki          | originalmente Lee Hee-seung tenía la primera parte, pero la cambió con Ni-ki.                                    |
| 2          | Lee Geon-woo   | |
| 3          | Yang Jung-won  | |
| 4          | K              | |
| 5          | Choi Se-on     | |
| 6          | Daniel         | |
| 7          | Park Sung-hoon | |
| 8          | Jay            | |
| 9          | Nicholas       | |
| 10         | Lee Hee-seung  | originalmente Ni-ki tenía la décima parte, pero la cambió con Hee-seung.                                         |
| 11         | Jake           | durante la presentación, se presentó una dificultad técnica con su micrófono, por lo que su parte no se escuchó. |
| 12         | Lee Young-bin  | |

#### Teamwork
La segunda misión es designada para probar y desarrollar el trabajo en equipo de los participantes. Tanto los I-Landers como los Gorunders tienen 6 días para prepararse y deben interpretar un remix de la canción Fire de BTS.
El mismo sistema de puntuación es utilizada, sin embargo, a la persona que obtenga la mayor puntuación individual se le dará una tarjeta de exención, la cual le permitía salvarlo de ir al Ground, dicha tarjeta puede utilizar con cualquiera de los I-Landers o para sí mismo. Si la tarjeta es utilizada, el siguiente candidato automáticamente irá al Ground, sin embargo si no hay participantes que deban dejar I-Land, los que se encuentran en el Ground no podrán actuar.
Jay y Ni-ki se convirtieron en los líderes de los Grounders, mientras que Lee Hee-seung se convirtió en el líder de los I-Landers. Dos días antes de la prueba, Rain y DOOBU evaluaron a los Grounders, mientras que Zico, Pdogg y Son Sung-deuk evaluaron a los I-Landers. Después de las presentaciones, los I-Landers obtuvieron un puntuación de trabajo de equipo de 80 y en promedio de 78 puntos, por lo que tuvieron que elegir a 4 concursantes para ser trasladados del I-Land al Ground.
K, recibe la puntuación más alta y por lo tanto, gana la tarjeta de exención, sin embargo decide utilizarla para salvar a Yang Jung-won de ser enviado de I-Land al Ground, ya que había sido el concursante con mejor puntuación, por lo tanto, su salvación ocasiona que el próximo concursante, Ta-ki, sea elegido (ambos recibieron 5 votos, pero Ta-ki había obtenido una puntuación individual más alta que Jung-won).
- Concursante de I-Land que recibió la puntuación más alta y por lo tanto la tarjeta de exención.
- Concursantes que permanecen en "I-Land".
- Concursantes que tuvieron que mudarse de "I-Land" al "Ground".
- Concursantes que se mudaron de "Ground" a "I-Land".
- Concursantes que se quedan en el "Ground".

| Teamwork (Canción: "Fire" de BTS) | Teamwork (Canción: "Fire" de BTS) | Teamwork (Canción: "Fire" de BTS) |
| Parte                             | Miembros en I-LAND                | Miembros en Ground                |
| --------------------------------- | --------------------------------- | --------------------------------- |
| 1 (centro)                        | Lee Hee-seung                     | Jay                               |
| 2                                 | K                                 | Ni-ki                             |
| 3                                 | Yang Jung-won                     | Daniel                            |
| 4                                 | Lee Geon-u                        | Hanbin                            |
| 5                                 | Jung Jae-beom                     | Jake                              |
| 6                                 | Kim Sun-oo                        | Noh Sung-chul                     |
| 7                                 | Choi Se-on                        | Choi Jae-ho                       |
| 8                                 | Kim Tae-yong                      | Nicholas                          |
| 9                                 | Park Sung-hoon                    | Jo Kyung-min                      |
| 10                                | Kim Yoon-won                      | Chu Ji-Min                        |
| 11                                | EJ                                | Lee Young-bin                     |
| 12                                | Ta-ki                             |                                   |

#### Representative Unit
La tercera misión consistió en elegir representantes para la batalla vocal y de baile entre los concursantes que se encuentran en "I-Land" y los que están en el "Ground", para probar su sacrificio y capacidad para competir directamente. Si los concursantes que están en el Ground ganan, 6 de los que están en I-Land tomarán su lugar, pero si los que están en I-Land ganan, no se retirará a ningún participante. A los aprendices, se les dan 6 días para prepararse. Rain y Son Sung-deuk evaluaron a los "I-Landers" (participantes que están en I-Land), mientras que Zico, Pdogg y DOOBU evaluaron a los "Grounders" (participantes que están en el Ground) tres días antes de la prueba. Al final los participantes de I-Land ganaron la prueba, por lo que ninguno fue eliminado.
| Representative Unit     | Representative Unit                                                                                           | Representative Unit                                                                                           | Representative Unit | Representative Unit |
| Vocal                   | Miembros de I-Land (Canción: "Butterfly" de BTS)                                                              | Miembros de I-Land (Canción: "Butterfly" de BTS)                                                              | Miembros de Ground (Canción: "Save Me" de BTS)                                                                                  | Miembros de Ground (Canción: "Save Me" de BTS)                                                                                  |
| ----------------------- | --- | --- | --- | --- |
| Vocal                   | Lee Geon-u | Puntuación: 81                                                                                                | Kim Sun-oo | Puntuación: 74 |
| Vocal                   | Lee Hee-seung                                                                                                 | Puntuación: 81                                                                                                | Daniel | Puntuación: 74 |
| Baile                   | Miembros de I-Land (Canciones: "Rainism" de Rain, "3 Dope Boyz" de Dynamic Duo y "One of a Kind" de G-Dragon) | Miembros de I-Land (Canciones: "Rainism" de Rain, "3 Dope Boyz" de Dynamic Duo y "One of a Kind" de G-Dragon) | Miembros de Ground (Canciones: "Warrior's Descendant" de H.O.T., "Reversal" de Leessang / X-Teen y "One of a Kind" de G-Dragon) | Miembros de Ground (Canciones: "Warrior's Descendant" de H.O.T., "Reversal" de Leessang / X-Teen y "One of a Kind" de G-Dragon) |
| Baile                   | Park Sung-hoon                                                                                                | Puntuación: 73                                                                                                | Ni-ki | Puntuación: 65 |
| Baile                   | Yang Jung-won                                                                                                 | Puntuación: 73                                                                                                | Nicholas | Puntuación: 65 |
| Baile                   | K | Puntuación: 73                                                                                                | Choi Jae-ho | Puntuación: 65 |
| Puntaje total de I-Land | Puntaje total de I-Land                                                                                       | 154 | Puntaje total de Ground | 139 |

#### The Final 12
La cuarta y última misión de la primera parte del programa decide a los 12 miembros finales. Donde deben interpretar una nueva canción original titulada "I&credible" bajo el tema "Despertar" (inglés: "Awakening"). Al igual que en la misión del tema principal, hay 12 partes en la canción y cada uno de los participantes debe elegir qué parte quiere interpretar, con la aprobación de los demás. 
Tienen siete días para prepararse. Rain y Son Sung-deuk fueron los encargados de evaluar a los Grounders, mientras que Zico, Pdogg y DOOBU evaluaron a los I-landers.
Respectivamente, Jay y Ni-ki fueron los encargados de ayudar a los I-Landers y los Grounders con los detalles de la coreógrafía. Después de las presentaciones, 3 concursantes elegidos por los mismos aprendices y 3 concursantes elegidos por los productores de I-Land fueron enviados al Ground, por lo que 6 concursantes que estaban en el Ground (los cuales fueron elegidos por los fanáticos globales a través de una votación) ocuparon los lugares que los participantes en I-Land dejaron. Los otros 6 concursantes que acababan de llegar al Ground, tuvieron que interpretar nuevamente con ellos y se les dio tres días para redistribuir las partes y prepararse.
Mientras que los otros 6 concursantes que lograron obtener las calificaciones más altas (K, Lee Hee-seung, Park Sung-hoon, Yang Jung-won, Jake y Jay), pasaron automáticamente a la segunda parte del programa. 
Más tarde se reveló que el concursante Kim Yoon-won, había decidido abandonar el programa para recuperarse de los dolores que sufría en las piernas.
     Concursantes que tuvieron que mudarse de "I-Land" al "Ground".
| The Final 12 | The Final 12       | The Final 12        | The Final 12                                                                             |
| Parte        | Miembros de I-LAND | Miembros del Ground | Notas                                                                                    |
| ------------ | ------------------ | ------------------- | ---------------------------------------------------------------------------------------- |
| 1 (centro)   | K                  | Lee Geon-u          |                                                                                          |
| 2            | Yang Jung-won      | Choi Jae-ho         | originalmente Lee Hee-seung tenía la segunda parte, pero finalmente cambio con Jung-won. |
| 3            | Park Sung-hoon     | Chu Ji-min          |                                                                                          |
| 4            | Lee Geon-u         | Noh Sung-chul       |                                                                                          |
| 5            | Lee Hee-seung      | Ni-ki               | originalmente Yang Jung-won tenía la quinta parte, pero finalmente cambio con Hee-sung.  |
| 6            | Jay                | Hanbin              |                                                                                          |
| 7            | Choi Se-on         | Choi Se-on          |                                                                                          |
| 8            | Jake               | Jung Jae-beom       |                                                                                          |
| 9            | EJ                 | Ta-ki               |                                                                                          |
| 10           | Jung Jae-beom      | Jo Kyung-min        |                                                                                          |
| 11           | Lee Young-bin      | Lee Young-bin       |                                                                                          |
| 12           | Jo Kyung-min       | Kim Tae-yong        |                                                                                          |
| 13           |                    | Nicholas            |                                                                                          |
| 14           |                    | EJ                  |                                                                                          |
| 15           |                    | Daniel              |                                                                                          |
| 16           |                    | Kim Sun-oo          |                                                                                          |

#### BTS Test
La sexta misión fue la primera de la segunda parte del programa. Durante el episodio se revelaron al resto de los 6 concursantes que habían logrado pasar a la siguiente etapa. Los 12 aprendices (Park Sung-hoon, Lee Hee-seung, Jake, Ni-ki, Hanbin, K, Jay, Daniel, Ta-ki, Yang Jung-won, Kim Sun-oo y Lee Geo-nu) fueron divididos en 3 unidades de a cuatro personas y los integrantes del grupo BTS les dieron la siguiente misión titulada "BTS Test", donde debían interpretar canciones del grupo, a los jóvenes se les dio 7 días para prepararse.
Los coreógrafos Son Sung-deuk y Bae Yoon-jung fueron los encargados de darles a los participantes una mini-misión (la cual fue realizada antes de la batalla principal), donde debían realizar una batalla de baile de estilo libre. Auqellos que obtengan los tres primeros lugares serán los líderes de grupo y eligirán a que miembros quieren en sus unidades, así como podrán elegir la canción.
Durante la misión principal, la unidad con la puntuación más alta recibirá una tarjeta de exención, si el participante con la puntuación más baja está en la unidad que obtuvo la puntuación más alta como equipo, el miembro con la puntuación más baja que esté en el grupo con la puntuación más baja, será eliminado definitivamente del programa. Si no, los productores elegirán al concursante que será eliminado.
| BTS Test Mini-Mission "Freestyle Dance Battle" | BTS Test Mini-Mission "Freestyle Dance Battle" |
| Rango                                          | Concursante                                    |
| ---------------------------------------------- | ---------------------------------------------- |
| 1                                              | Ta-ki                                          |
| 2                                              | K                                              |
| 3                                              | Yang Jung-won                                  |

La unidad que interpretó Fake Love obtuvo el primer lugar, aunque Ta-ki recibió la puntuación más baja de los 12 participantes, como formó parte de la unidad ganadora, fue salvado de ser eliminado, por lo que Lee Geon-u, quien estaba unicado en el puesto 11, fue eliminado en su lugar.
- Unidad con la puntuación más alta que recibió la tarjeta de exención.
- Unidad con la puntuación más baja.
- Concursante con la puntuación más baja pero que fue salvado por la tarjeta de exención de su unidad.
- Concursante que fue eliminado.

| BTS Test           | BTS Test       | BTS Test   | BTS Test |
| Canción            | Concursantes   | Puntuación | Rango    |
| ------------------ | -------------- | ---------- | -------- |
| Fake Love (de BTS) | Ta-ki          | 306        | 1        |
| Fake Love (de BTS) | Park Sung-hoon | 306        | 1        |
| Fake Love (de BTS) | Lee Hee-seung  | 306        | 1        |
| Fake Love (de BTS) | Kim Sun-oo     | 306        | 1        |
| DNA (de BTS)       | K              | 287        | 2        |
| DNA (de BTS)       | Hanbin         | 287        | 2        |
| DNA (de BTS)       | Jay            | 287        | 2        |
| DNA (de BTS)       | Ni-ki          | 287        | 2        |
| I Need U (de BTS)  | Yang Jung-won  | 275        | 3        |
| I Need U (de BTS)  | Lee Geo-nu     | 275        | 3        |
| I Need U (de BTS)  | Jake           | 275        | 3        |
| I Need U (de BTS)  | Daniel         | 275        | 3        |

#### Chemistry Test
La segunda prueba de la segunda parte del programa se basó en la química entre los concursantes y los fanáticos globales. Los concursantes fueron dividirdos en dos grupos y presentaron dos nuevos sencillos: "Flicker" y "Dive Into You". 
Las eliminaciones para esta ronda fueron determinadas por las votaciones globales. El concursante que fuera elegido por los productores como el primer lugar, recibiría el doble de votos durante 24 horas antes de que finalizara la votación global. 
Lee Hee-seung, fue el encargado de elegir la canción y a los miembros de su grupo. Cada equipo tuvo seis días para prepararse y Son Sung-deuk y DOOBU fueron los encargados de evaluar la presentación, mientras que el entrenador vocal Kim Sung-eun evaluó las voces.
Después de las presentaciones, Jake fue elegido como primer lugar por los productores, por lo que los votos que recibiría dentro las últimas 24 horas de votación serían duplicados.
- Concursante que fue elegido como el primer lugar por los productores.
- Concursante que fue eliminado.

| Chemistry Test | Chemistry Test | Chemistry Test |
| Parte          | Flicker        | Dive Into You  |
| -------------- | -------------- | -------------- |
| 1              | Lee Hee-seung  | Jay            |
| 2              | K              | Kim Sun-oo     |
| 3              | Yang Jung-won  | Hanbin         |
| 4              | Jake           | Ni-ki          |
| 5              | Park Sung-hoon | Ta-ki          |
| 6              |                | Daniel         |

#### Concept Test
La tercera prueba de la segunda parte del programa se basó en el rendimiento del concepto.
Antes de la prueba, los aprendices fueron divididos en dos grupos para realizar una mini misión, el ganador tendría la oportunidad de elegir la canción y al equipo para la prueba final. Los grupos interpretaron dos canciones de Seventeen: Pretty U y HIT. The8, Hoshi, Dino y Jun de Seventeen fueron los encargados de calificar las interpretaciones. Finalmente el equipo que interpretó Pretty U fue el ganador y Kim Sun-oo al obtener el primer lugar, pudo elegir la canción y los miembros que conformarían su equipo.
- Equipo elegido ganador por el grupo Seventeen.
- Concursante que fue elegido como el primer lugar.
- Concursante que fue eliminado después del anuncio de las votaciones globales que fueron revelados después de realizar la mini misión.

| Seventeen Cover Song "Mini Mission" | Seventeen Cover Song "Mini Mission" |
| Pretty U                            | HIT                                 |
| ----------------------------------- | ----------------------------------- |
| Park Sung-hoon                      | Jay                                 |
| Kim Sun-oo                          | K                                   |
| Yang Jung-won                       | Hanbin                              |
| Jake                                | Ni-ki                               |
| Ta-ki                               | Lee Hee-seung                       |
| Daniel                              |                                     |

Posteriormente los concursantes fueron divididos en dos grupos y presentaron los nuevos sencillos: "Chamber 5 (Dream of Dreams)" como un concepto refrescante y "Flame On" como concepto de explosión. Park Sung-hoon y Kim Sun-oo fueron nombrados líderes de los equipos. 
Los productores fueron los encargados de elegir al concursante que sería eliminado según la puntuación individual. Taki, quien quedó en el puesto once en la votación mundial fue eliminado. Aunque participó en la mini-misión y practicó para la prueba de concepto, no la presentó frente a los productores. Por lo que Sun-oo reemplazó a Ta-ki con Park Sung-hoon en su grupo "Chamber 5 (Dream of Dreams)", mientras que K remplazó a Sung-hoo como líder del grupo "Flame On". Los aprendices tuvieron cinco días para practicar. Son Sung-deuk fue el encargado de evaluar a ambos equipos durante las prácticas.
- Concursante que fue elegido como el primer lugar.
- Concursante que fue eliminado.

| Concept Test | Concept Test                | Concept Test |
| Parte        | Chamber 5 (Dream of Dreams) | Flame On     |
| ------------ | --------------------------- | ------------ |
| 1            | Lee Hee-seung               | K            |
| 2            | Yang Jung-won               | Jay          |
| 3            | Kim Sun-oo                  | Niki         |
| 4            | Jake                        | Daniel       |
| 5            | Park Sung-hoon              | Hanbin       |

#### Final Test
La última prueba del programa determinó a los 7 miembros que debutarían en el grupo. Son Sung-deuk y DOOBU fueron los encargados de evaluar a los I-Landers como una verificación de punto medio.
Los I-Landers pudieron grabar su propio video de relaciones públicas para pedir apoyo, la duración del mismo estuvo basada en su clasificación. Los tres primeros rangos obtuvieron 60, 50 y 40 segundos respectivamente, mientras que el resto obtuvo 30 segundos.
Los 13 aprendices eliminados regresron a I-LAND y se reunieron con los actuales concursantes y juntos interpretaron la canción titular del programa, "Into The I-LAND".
Se anunció que el nombre del grupo de debut sería "Enhypen". Los seis mejores aprendices fueron seleccionados a través de las votaciones globales, mientras que los productores eligieron a un aprendiz. Finalmente se reveló a los seis primeros lugares Yang Jung-won, Jay, Jake, Niki, Lee Hee-seung y Park Sung-hoon, mientras que Kim Sun-oo fue la elección de los productores. Posteriormente el nuevo grupo interpretó el sencillo titulado "Calling (Run Into You)".
- Concursantes debutantes en Enhypen.
- Concursante que fue elegido por los productores para estar en la alineación de debut de Enhypen.
- Concursantes que fueron eliminados.

| Final Test | Final Test     |
| Parte      | Concursante    |
| ---------- | -------------- |
| 1          | Lee Hee-seung  |
| 2          | K              |
| 3          | Yang Jung-won  |
| 4          | Kim Sun-oo     |
| 5          | Park Sung-hoon |
| 6          | Ni-ki          |
| 7          | Jay            |
| 8          | Jake           |
| 9          | Daniel         |

### Ratings
Los números en color rojo indican las calificaciones más bajas, mientras que los números en azul indican las calificaciones más altas de audiencia.
| Episodio | Misión(es)                        | Fecha de emisión         | AGB Ratings | AGB Ratings | AGB Ratings |
| Episodio | Misión(es)                        | Fecha de emisión         | Mnet        | tvN         | Sum         |
| -------- | --------------------------------- | ------------------------ | ----------- | ----------- | ----------- |
| 1        | Entry Test                        | 26 de junio de 2020      | 0.4%        | 1.3%        | 1.7%        |
| 2        | Theme Song                        | 3 de julio de 2020       | 0.3%        | 0.6%        | 0.9%        |
| 3        | Theme Song Teamwork               | 10 de julio de 2020      | 0.3%        | 0.7%        | 1.0%        |
| 4        | Teamwork Representative Unit      | 17 de julio de 2020      | 0.3%        | 0.4%        | 0.7%        |
| 5        | Representative Unit The Final 12  | 24 de julio de 2020      | 0.4%        | 0.4%        | 0.8%        |
| 6        | The Final 12                      | 31 de julio de 2020      | 0.4%        | 0.3%        | 0.7%        |
| Especial | I-LAND Special: The New Beginning | 7 de agosto de 2020      | NR          | N/A         | N/A         |
| 7        | BTS Test                          | 14 de agosto de 2020     | 0.6%        | 0.4%        | 1.0%        |
| 8        | BTS Test                          | 21 de agosto de 2020     | 0.4%        | 0.4%        | 0.8%        |
| 9        | Chemistry Test                    | 28 de agosto de 2020     | 0.5%        | 0.3%        | 0.8%        |
| 10       | Concept Test                      | 4 de septiembre de 2020  | 0.5%        | 0.4%        | 0.9%        |
| 11       | Concept Test                      | 11 de septiembre de 2020 | 0.5%        | 0.3%        | 0.8%        |
| 12       | Final Test                        | 18 de septiembre de 2020 | 0.8%        | N/A         | N/A         |
| Promedio | Promedio                          | Promedio                 | -           | -           | -           |

## Música
En junio de 2020 se anunció que la popular cantante surcoreana IU sería encargada de interpretar el tema principal del programa "Into the I-LAND" el cual fue lanzado el 19 de junio del mismo año a las 11:00pm. La canción fue compuesta por Bang Si-hyuk y simboliza los primeros encuentros y la visión del mundo de los concursantes de "I-LAND". El tema está basado en los géneros House y Pop-Rock, con una melodía esperanzadora y un mensaje de solidaridad y madurez sobre la competencia.
Después del estreno de la canción, esta recibió buenos comentarios, donde los espectadores expresaron grandes elogios por el tema musical.
El 25 de junio del mismo año el programa lanzó un MV de la canción "Into the I-Land", con la versión de los participantes, donde aparecieron los 23 concursantes.
| N.º | Intérprete(s)               | Canción           | Letra | Música       | Duración |
| --- | --------------------------- | ----------------- | ----- | ------------ | -------- |
| 1   | IU                          | "Into the I-LAND" | -     | Bang Si-hyuk | 3:38     |
| 2   | Versión de los Concursantes | "Into the I-LAND" | -     | Bang Si-hyuk | 3:39     |
| 3   | Versión de los Concursantes | "I&credible"      | -     | Bang Si-hyuk | 3:45     |

## Premios y nominaciones
| Año  | Categoría                       | Premios                       | Nominado | Resultado |
| ---- | ------------------------------- | ----------------------------- | -------- | --------- |
| 2021 | Best Non-Scripted Entertainment | 49th International Emmy Award | I-Land   | Nominado  |

## Producción
La producción general del programa está a cargo del famoso y popular compositor, productor y ejecutivo surcoreano Bang Si-hyuk.
I-LAND es el primer proyecto de CJ ENM y la empresa conjunta de HYBE: "BELIFT LAB Incorporations". Y es dirigido por Kim Shin-yeong, y Jung Min-seok.
La conferencia de prensa del programa fue realizada el 24 de junio del 2020 a la que asistieron Bang Si-hyuk, Rain, Zico, así como el director gerente de Mnet, Jung Hyung-jin.
El programa cuenta con el apoyo de las compañías de producción "Mnet" y "Studio Take One".

### Recepción
Desde su estreno, el programa ha sido uno de los que han ocupado los principales rankings de programas de televisión que no son dramáticos y más comentados. También ha atraído mucha atención debido al hecho de que es una colaboración entre CJ ENM y Big Hit Entertainment. El sitio web Viki, también lanza el top 5 de los concursantes con más seguidores dentro del portal.

### Distribución internacional
Desde el 26 de junio del 2020 El programa es transmitido por los siguientes canales de cable: Mnet; tvN Corea; Mnet Japan; tvN Asia (Asia-Pacífico); así como en línea a través de Mnet Smart; AbemaTV (Japón); Joox (Hong Kong, Indonesia, Malasia, Myanmar y Tailandia); así como en los canales de YouTube Mnet K-POP & Big Hit Labels y Rakuten Viki (en todo el mundo, excepto en ciertas regiones).